# Kuken ska ha sitt
Kuken ska ha sitt är en 50 cm hög skulptur av Max Magnus Norman som föreställer ett manligt könsorgan avbildat som ett monster som jagar en beväpnad kvinna och en scoutpojke. Norman ser konstverket som en parodi på den otyglade manliga sexualiteten och att det var så han visualiserade Frank Anderssons citat "Kuken ska ha sitt". Frank Andersson påstås ha svarat ungefär så på frågan varför han åkte till Las Vegas under Olympiska spelen i Los Angeles 1984.
Verket var med i en utställning som anordnades i Röklandsgården på friluftsmuseet Norra berget i Sundsvall 2008. I rummet den ställdes fanns också verket Dödad av strålpistol som föreställer en superhjälte med ett vapen format som en penis som sprutar vätska på ett monster. Max Magnus Norman satte själv upp en lapp med förklarande text på dörren till rummet där skulpturerna var utställda. Texten och motiven ledde till att en av konstnärerna inte ville delta i utställningen. Efter interna diskussioner om lämpligheten, bland annat för att texten på dörren innehöll konstverkens titlar och Frank Anderssons citat, sattes ytterligare en varningstext upp av föreningen själva. Den motiverades med att barn och känsliga personer behövde skyddas.